# Jean-François Merle (écrivain)
Pour les articles homonymes, voir Merle (homonymie).
Jean-François Merle est un romancier, éditeur et traducteur français.

## Biographie
Jean-François Merle a obtenu le Prix du premier roman en 1987,.

## Publications
- Cale sèche, Arléa, 1987
- Culture livre, Hors-Collection, 1995
- Le Grand Écrivain, Arléa, 2018[3],[4],[5]

## Traductions
Jean-François Merle a traduit notamment Rafael, derniers jours (The Brave) de Gregory Mcdonald (Fleuve noir, 10-18), Jasper Fforde (Thursday Next), Michael Zadoorian, Magnus Mills, Gatsby (Francis Scott Fitzgerald) pour les éditions Pocket.

## Distinctions
- 1987 : Prix du premier roman[7]
- 1997 : Trophée 813 du meilleur traducteur pour The Brave, trad. française Rafael, derniers jours[8]
- 2018 : Prix des Étudiants de l'université Jean Monnet de Saint-Étienne[9]